# Оболонский, Александр Валентинович
Алекса́ндр Валенти́нович Оболо́нский (род. 1 июня 1941) — советский и российский учёный-юрист, политолог. Академик Академии гуманитарных исследований (1996).

## Образование и учёные степени
Окончил юридический факультет Московского государственного университета (1963). Кандидат юридических наук (1974; тема диссертации: «Проблемы системного исследования социально-культурной отрасли управления (методологические аспекты)»), доктор юридических наук (1988; тема диссертации: «Человек и государственное управление (государствоведческий аспект)»). Профессор.

## Научно-педагогическая деятельность
Главный научный сотрудник Института государства и права РАН. Работал руководителем группы экспертов по реформе государственной службы при Президентской комиссии по административной реформе (1997—1998), читал курсы лекций по сравнительной государственной службы и политической этике на факультете государственного управления МГУ им. М. В. Ломоносова (1998—2001). Также преподавал в Академии народного хозяйства при правительстве России, других высших учебных заведениях, на курсах повышения квалификации руководящих работников госаппарата. Стипендиат международной программы Фулбрайт.
Профессор кафедры государственной и муниципальной службы Государственного университета — Высшей школы экономики (ГУ-ВШЭ). Занимал пост заместителя декана факультета государственного и муниципального управления ГУ-ВШЭ по научной работе до лета 2010 года. Ведёт учебные курсы «Реформирование государственной службы РФ», «Государственная служба: теории и страны», «Реформирование государственной службы» (в магистратуре).
Профессиональные интересы: государственное управление, государственная служба, теория и история государства и права, политология, политическая мораль, психология.

## Научные взгляды
Разработал принципиально новую концепцию публичной государственной службы. Как исследователь государственного управления уделяет большое внимание проблемам отношений человека и государства, считает, что «именно человек в широком многообразии его деятельности, во множестве различных его проявлений как личности является центром, главным звеном в системе государственного управления обществом и государством». Занимается изучением этико-правовых аспектов политики и управления.
Автор концепции исторической эволюции государственной власти в России, исходящей из противопоставления системоцентризма и персоноцентризма как двух «идеальных типов» исторического развития. При персоноцентризме высшей точкой, «мерилом» всех вещей является индивид, его основная особенность — «признание неповторимости духовной сущности, автономности и самоценности каждого человека. Значение человека не сводится к его месту, функции в социальных, природных или других системах». При системоцентризме человек либо вообще не принимается во внимание, либо рассматривается как вспомогательный фактор, способный принести большую или меньшую пользу лишь для достижения надличностных целей. Суть этой системы ценностей — «в растворении человеческого „Я“ в интересах Империи, Царственной Особы, Культа, Обычая, Идеологии… Индивид в этих построениях всегда есть средство и никогда — цель». Яркими примерами системоцентристской традиции в России считает правления Ивана Грозного, Петра I, большевиков.

## Научные труды
- Методология системного исследования проблем государственного управления М., 1978 (в соавторстве).
- Человек и государственное управление. М., 1987.
- Драма российской политической истории: система против личности. М., 1994.
- Бюрократия и государство, М., 1996.
- Государственная служба: комплексный подход. М., 2000 (ответственный редактор).
- Бюрократия для XXI века? Модели государственной службы: Россия, США, Англия, Австралия. М., 2002.
- Человек и власть. Перекрёстки российской истории. М., 2002.
- The Drama of Russian Political History. Texas, A&M University Press, 2003.
- Реформа государственной службы в России. История попыток реформирования с 1992 по 2000 год. М., 2003 (в соавторстве)
- Реформа государственной службы Российской Федерации (2000—2003 годы). М., 2006 (в соавторстве).
- Мораль и право в политике и управлении. М., 2006.
- Государственная служба: комплексный подход. М. 2009. (ответственный редактор и основной автор).
- Кризис бюрократического государства. Реформы государственной службы: международный опыт и российские реалии. М., 2011.
- Этика публичной сферы и реалии политической жизни. М., 2016.
- "Особый путь" страны: мифы и реальность. М. 2018 (общая редакция и первая глава).